# Bharejda
Bharejda fou un petit estat tributari protegit del districte de Jhalawar, al Kathiawar, Presidència de Bombai. Estava format només per un poble, amb dos tributaris separats. Els ingressos estimats eren de 246 lliures i pagava un tribut de 10 lliures al govern britànic i de 3 lliures com a sukri per compte d'Ahmedabad.